# Tenkafubu: Eiyūtachi no Hōkō
Tenkafubu: Eiyūtachi no Hōkō (天下布武〜英雄たちの咆哮〜) est un jeu vidéo de stratégie au tour par tour sorti en 1991 sur Mega-CD. Le jeu a été développé et édité par Game Arts. Il est sorti uniquement au Japon. Le jeu se déroule à l'époque Sengoku dans l'histoire du Japon.